# 黒羽根氏
黒羽根氏（くろばねし）は、日本の氏族。常陸国黒羽根氏と、これとは別系統の白井此面に始まる出羽国黒羽根氏などがある。

## 概要
常陸国黒羽根氏は、その由来を記した文献は残っては無いが、江戸時代の始め頃に下野国・黒羽藩領より水戸に人々が移住して黒羽根町が出来た事との関係が疑われる。茨城県は黒羽根姓が一番多い所であり、黒羽根神社も存在する。
出羽国黒羽根氏は、酒田士族の白井半内の息子で、東田川郡手向村（後の山形県鶴岡市羽黒町）の檀所院院主・白井此面が、『羽黒』を前後逆にして後ろに『根』を付けて『黒羽根』とし姓にしたのが始まりといわれる。

## 出羽国黒羽根氏一族
- 初代：黒羽根此面 - 黒羽根家始祖、旧姓・白井、修験者、檀所院院主
- 此面・妻：黒羽根豊 - 服部和助（大山北李の三男）の長女
- 此面・長女：黒羽根おはち - 神林家に嫁す。
- 此面・次女：黒羽根新 - 此面の弟の金山秀明に養女
- 此面・長男：黒羽根秀雄 - 海軍大佐、防護巡洋艦「対馬」艦長
- 秀雄・長男：黒羽根忠雄 - 内科学者、医学博士、医師
- 秀雄・長女：黒羽根豊子 - 田林真太郎の妻
- 秀雄・次男：黒羽根節雄 - 医師、海軍軍医
- 秀雄・三男：黒羽根信雄
- 秀雄・四男：黒羽根素雄
- 忠雄・長男：黒羽根生自 - 医学博士、医師
- 忠雄・長女：黒羽根克子 - 湯浅和男（医学博士、医師）の妻
- 忠雄・次男：黒羽根革躬 - 医学博士、医師
- 節雄・長男：黒羽根秀機 - 医学博士、医師
- 節雄・長女：黒羽根節子 - 伊藤良三（医学博士、医師）の妻
- 節雄・次男：黒羽根洋司 - 整形外科医師、エッセイスト